# John Jacob Astor III
John Jacob Astor III (Nova Iorque, 10 de junho de 1822 - Manhattan, 22 de fevereiro de 1890) foi um financista, filantropo americano e membro proeminente da família Astor. Foi o filho mais velho do empresário do setor imobiliário William Backhouse Astor, Sr. (1792-1875) e de Margaret Rebecca Armstrong (1800-1872), sobrinho de John Jacob Astor, Jr. (1791-1869), e neto do comerciante de peles John Jacob Astor (1763-1848), de Sarah Cox Todd (1761-1834), do senador John Armstrong, Jr. (1758-1843) e de Alida Livingston (1761-1822), da família Livingston. John Jacob III tornou-se o membro mais rico da família Astor em sua geração e fundador do ramo inglês da família Astor Seu irmão mais novo, o empresário William Backhouse Astor, Jr. (1829-1892) foi o patriarca da linha masculina dos Astor americanos.

## Biografia
Astor estudou na Universidade Colúmbia e na Universidade de Göttingen, após o que foi para a Harvard Law School. Exerceu a advocacia por um ano, para se qualificar como auxiliar na gestão do imenso patrimônio de sua família, a metade do qual mais tarde foi herdada por ele. A origem dessa fortuna vem de seu avô paterno, que construiu um monopólio no lucrativo comércio de peles no início do século XIX.
Durante a Guerra de Secessão, Astor serviu como ajudante de ordens voluntário para o general George B. McClellan. Por seus serviços prestados durante a Campanha da Península, recebeu a patente de general de brigada do corpo de voluntários norte-americanos. Astor considerou este período como o melhor de sua vida; participou das reuniões da Leal Legião com zelo.
Nos negócios, Astor investiu em ferrovias, mas foi enganado pelo Comodoro Cornelius Vanderbilt (1794-1877) e obrigado a ceder a ele o controle da linha original New York Central Railroad (de Albany até Buffalo). Seu interesse principal nos negócios era nas vastas participações imobiliárias dos Astor em Nova York, o que ele administrou de forma rentável e com parcimônia.

## Casamento e família
Em 1846, Astor casou com Charlotte Augusta Gibbes (27 de fevereiro de 1825 - 12 de dezembro de 1887) da Carolina do Sul, filha de Thomas Stanyarne Gibbes, Jr. e de Susan Annette Vanden Heuvel. Eles tiveram um filho, Visconde William Waldorf Astor (1848-1919). Em 1859 Astor construiu uma casa no número 350 da Quinta Avenida, hoje o endereço do Empire State Building. Mais tarde, adquiriu uma casa imponente de veraneio, Beaulieu, construída em Newport, Rhode Island.

## Filantropia
John Jacob Astor III doou objetos e fundos para o Metropolitan Museum of Art (em 1887 ele presentou-o com a coleção de sua esposa de rendas valiosas e deixou uma contribuição de 50 000 dólares). Ele e seu irmão doaram à igreja da Trindade um memorial para o seu pai: um retábulo esculpido e o altar ao custo de 80 000 dólares. Fez uma doação de 450 000 dólares para a biblioteca Astor, e suas contribuições familiares à instituição somaram um total de aproximadamente 1 500 000 de dólares. Doou também generosamente ao Hospital do Câncer de Nova York 100 000 dólares, ao Hospital da Mulher, ao Hospital São Lucas (100 000 dólares) e à Children's Aid Society.
Astor tinha grande interesse na Biblioteca Astor além de seu financiamento. Foi tesoureiro do seu conselho de administração, e em 1879 transferiu a ela os três terrenos nos quais a ala norte do edifício atual foi mais tarde construída por ele. Presenteou-a com sua coleção de livros antigos e manuscritos raros.
Sua mulher Charlotte, profundamente religiosa, apoiou a recém-criada Children's Aid Society e fez parte do conselho do Hospital das Mulheres de Nova York, uma instituição que, para seu espanto se recusava a aceitar pacientes com câncer. Ela convenceu o marido a doar dinheiro (225 000 dólares) para erguer a primeira ala do Hospital do Câncer de Nova York, o "Pavilhão Astor". Durante vinte anos, ela apoiou uma escola industrial alemã. De 1872 até sua morte, ela foi gerente do Hospital da Mulher, além de tomar parte ativa na Liga Niobrara para ajudar os índios e muitas outras instituições de caridade. Doou 150 000 dólares para organizações de caridade.
John Jacob III visitou cada vez com mais frequência Londres em seus últimos anos de vida. Seu filho William se mudou para lá permanentemente com sua família em 1891 e tornou-se cidadão britânico em 1899 onde mais tarde foi feito Par do Reino.
John Jacob Astor III morreu em 22 de fevereiro de 1890 e foi sepultado no Trinity Church Cemetery em Manhattan.